# 레바논의 섬 목록
이 문서는 레바논의 섬 목록을 북쪽에서 남쪽 순으로 나열한 것이다.
- 팜 제도[1][2][note 1][3][4][5]
  - 팜 섬[5][note 2] 북위 34° 29′ 38″ 동경 35° 46′ 26″ / 북위 34.49389°  동경 35.77389° 
  - 람킨[5][note 3] 북위 34° 29′ 50″ 동경 35° 45′ 40″ / 북위 34.49722°  동경 35.76111° 
  - 사나니[5] 북위 34° 29′ 10″ 동경 35° 46′ 42″ / 북위 34.48611°  동경 35.77833°
- 남동쪽에 위치한 다른 작은 섬들:
  - 벨란 섬 (엘 빌란): 1.9 헥타르.[6][7][8]
  - 로마일레 (엘 르마일레)[8][7]
  - 엘 아샤크[8]
  - 엘 테니에[8]
  - 엘 텔테[8]
  - 엘 라바 (엘 마아티)[8]
  - 바카르[7]
  - ...그리고 수많은 다른 작은 바위들.
- 레바논 남부에 위치한 다른 섬들
  - 지레[9][10] (시돈에 위치) 북위 33° 34′ 21″ 동경 35° 22′ 03″ / 북위 33.57250°  동경 35.36750°

남부 도시인 티레는 기원전 332년 티레 공방전까지는 섬이었으며, 알렉산드로스 대왕의 군대가 섬을 점령하기 위해 섬과 현대 레바논 본토를 연결하면서 섬이 아니게 되었다.

## 내용주
1. ↑  Palm Islands also known as Rabbits Islands
2. ↑  Palm Island also known as Rabbit Island
3. ↑  Ramkine Island also known as Fanar Island